# Andreas Dornieden
Andreas Dornieden (* 24. April 1887 in Westerode; † 4. März 1976 in Wanne-Eickel) war ein deutscher Politiker der NSDAP.

## Leben und Wirken
Nach dem Schulbesuch in Westerode erlernte Dornieden in Braunschweig, Westfalen und im Rheinland das Bauhandwerk. Nach der Ausbildung an der Baugewerkschule und am Technikum war er bis Ende 1914 als technischer Angestellter im Baufach tätig. Von 1915 bis 1918 nahm Dornieden am Ersten Weltkrieg teil, in dem er einer Nachrichtentruppe angehörte. Nach der Rückkehr aus dem Krieg, in dem er verwundet und mit dem Eisernen Kreuz II. Klasse ausgezeichnet wurde, arbeitete Dornieden als Angestellter und Konstrukteur bei einer Baugesellschaft der Ziegelindustrie in Duderstadt.
In den Jahren 1924 bis 1926 gehörte Dornieden dem Stahlhelm-Kampfbund an. Zum 20. September 1926 wechselte er in die NSDAP (Mitgliedsnummer 44.151). Für diese bekleidete er zunächst in den Jahren 1926 bis 1931 das Amt eines Politischen Leiters in Duderstadt. Anschließend übernahm er die Aufgaben des Kreisleiters. In dieser Funktion war er 1933 an der Absetzung demokratisch gewählter Bürgermeister im Landkreis Duderstadt beteiligt. Außerdem saß er in den Jahren 1929 bis 1933 in der Stadtverordnetenversammlung von Duderstadt.
1933 verdrängte Dornieden mit seiner NSDAP-Fraktion auch den Zentrums-Bürgermeister von Duderstadt aus dem Amt, das er selbst übernahm und bis 1945 innehaben sollte. Daneben gehörte er dem Kreisausschuss des Kreises Duderstadt an. Als Bürgermeister forcierte Dornieden insbesondere den Ausbau der Infrastruktur von Duderstadt und die Ansiedlung von Industriebetrieben, insbesondere der Polte-Werke, eines Unternehmens der Rüstungsindustrie. Im Februar 1936 zog Dornieden im Nachrückverfahren für den ausgeschiedenen Reichstagsabgeordneten Heinrich Schmidt in den im November 1933 gewählten Reichstag ein. Im Parlament vertrat Dornieden bis zur Wahl wenige Wochen später den Wahlkreis 16 (Südhannover-Braunschweig). Obwohl er bei der Reichstagswahl am 29. März 1936 neu kandidierte, erhielt er kein Mandat.
Dornieden sorgte als Bürgermeister und damit auch Polizeichef der Stadt für die Drangsalierung jüdischer Geschäftsleute und für einen „geordneten“, erfolgreichen Ablauf des Pogroms am 9./10. November 1938. Dabei untersagte er der Feuerwehr das Löschen der brennenden Synagoge. Als Bürgermeister bzw. Kreisparteileiter war er während des Zweiten Weltkrieges beteiligt an der Organisation von Zwangsarbeit ausländischer Menschen, die verbrecherisch nach Duderstadt verschleppt worden waren, und offenbarte dabei eine rassistische Gesinnung. Als Bürgermeister wirkte er auch mit an der zwangsweisen Deportation der letzten jüdischen Einwohner am 26. März 1943 aus der Stadt. Sie wurden ins Warschauer Getto transportiert.
Nach 1945 erreichte er mit unwahren Angaben und falschen Zeugnissen Duderstädter Honoratioren im Spruchkammer- und Entnazifizierungsverfahren, als „Entlasteter“ von aller Mitverantwortung freigesprochen zu werden.
Im Nachruf auf Dornieden durch den damaligen Bürgermeister von Duderstadt, Willi Thiele, und den Stadtdirektor Karl Krukenberg hieß es 1976: „Der Verstorbene war von 1933 bis 1945 Bürgermeister der Stadt Duderstadt. Während dieser Zeit hat er seine ganze Arbeitskraft dem Wohle unserer Stadt gewidmet. Dafür sei ihm herzlich Dank gesagt. Wir werden ihm ein ehrendes Gedenken bewahren.“